# Viloria de Rioja
Viloria de Rioja è un comune spagnolo di 45 abitanti situato nella comunità autonoma di Castiglia e León.